# Varanus spenceri
Varanus spenceri är en ödleart som beskrevs av Lucas och Frost 1903. Varanus spenceri ingår i släktet Varanus och familjen Varanidae. Inga underarter finns listade i Catalogue of Life.
Arten förekommer i östra Northern Territory och nordvästra Queensland i Australien. Honor lägger ägg.